# ふ〜ふ
『ふ〜ふ』は、源久也による日本の漫画作品。『コミック百合姫S』（一迅社）11号より連載開始。同誌が14号をもって休刊、『コミック百合姫』に吸収されたのに伴い移籍し、2013年3月号をもって連載終了。単行本は全2巻。

## 作品概要
某県県庁所在地 に住む姫藤喜菜々と都寿美は同棲を始めたばかりの百合カップル（本人たちいわく、「夫婦」ならぬ「婦婦（ふ～ふ）」とのこと）。喜菜々の双子の姉が乱入してきたり、隣に新たな百合カップルが引っ越してきたりと、周辺は賑やかになるが、喜菜々と寿美の2人は変わらずラブラブで…。そんな2人の平凡ながらも甘々な日々を描いた作品。
本作品の構成は基本的に普通のストーリー形式で物語が進められているが、初期は1ページ漫画であり、その後も4コマ漫画の回もあるなどやや変則的。

## 登場人物
姫藤喜菜々（ひめふじきなな）
寿美のお嫁さん。家事が得意だがやや天然。甘えん坊で寿美に対する愛情表現は非常にストレート。現在住んでいる某県地元民 であるため、その地の方言である伊予弁 を操る。アホ毛を持ち、寿美といちゃいちゃしている時、たまにハート型になることがある。愛称は「きな」。
都寿美（みやこ すみ）
喜菜々のお嫁さん。経済面で喜菜々を支えている。現在は在宅の仕事をしているが、それは喜菜々といちゃいちゃしていたい為とのこと。普段はクールでしっかり者であるが、ややムッツリなところがある。メガネを掛けている。愛称は「すぅちゃん」。
姫藤嘉菜々（ひめふじ かなな）
喜菜々の双子の姉。アパレルメーカーに勤務している。普段は2人をからかって遊んでいるが、2人のために温泉旅行をセッティング してあげるなど妹想いのところもある。女の子が大好きでかつ女ったらしであるが、一方で女性から惚れられやすい体質を持っている。喜菜々との違いは、前髪の分け目とアホ毛の位置が逆である点とウェーブがかかっている点。
大守はやせ（おおもり はやせ）
喜菜々と寿美の住んでいるアパートの隣に引っ越してきた百合カップルの背の高いほう。トリマーとして働いている。大らかな性格で、パートナーの小麦の激しいツッコミにも動じない。
小笠原小麦（おがさわら こむぎ）
はやせのパートナー。背が低いことを気にしている。普段はゴスロリ服を身に着けている。照れ屋であり、当初ははやせの愛情表現に思わずパンチしてしまう。
畔白雪（ほとり しらゆき）
嘉菜々が通うパン屋で働いている大学生。嘉菜々を翻弄するほどのクールぶりでそれは彼女と付き合いだしてからも変わらず。和製のホラー映画が好み。
桜瀬新（おうせ あらた）
隣駅に構えている握り飯店で働いている女性。当時本店に来店した嘉菜々に惚れられたことがあり、喜菜々を彼女と勘違いして告白しかけた。

## 単行本
一迅社より「百合姫コミックス」として刊行されている。
1. 2011年9月1日初版発行 ISBN 978-4-7580-7164-2
本編のほか、一迅社が2004年、2005年に刊行したアンソロジー集「es~エターナル・シスターズ」に掲載された作品2編も収録されている。
2. 2013年5月1日初版発行 ISBN 978-4-7580-7238-0

### 同人誌
ふ〜ふのほん
著者の個人サークル「超あるまじろくらぶ」より 2010年8月に刊行。本作品の前日譚的内容で、姫藤喜菜々と都寿美の二人が高校時代に初めて出会ってから恋人同士になるまでが描かれている。